# Nearctoma cuzconum
Nearctoma cuzconum är en mångfotingart som beskrevs av Chamberlin 1952. Nearctoma cuzconum ingår i släktet Nearctoma och familjen orangeridubbelfotingar. Inga underarter finns listade i Catalogue of Life.